# Рудник Пінпін
Рудник Пінпін – гірничодобувний майданчик у Меланезії на острові Нова Каледонія (заморське володіння Франції).
Розробку нікелевого родовища Пінпін почала в 1960-х компанія Société le Nickel (SLN), при цьому продукція відправлялась на належний SLN металургійний завод у Доніамбо. З якогось моменту операціями безпосередньо керувала Société Minière du Sud Pacifique (SMSP), створена в 1969-му сім’єю Лафльор (Lafleur). Втім, вже у 1976-му на тлі падіння цін на нікель роботи припинили.
У 1990-му 85% акцій SMSP придбала у сім’ї Лафльор компанія Société financier et de développement de la Province Nord (SOFINOR), власниками якої виступили Північна провінція (87%), провінція Острови Луайоте (5%) та представники місцевих племен, що діяли через об’єднання «Sud minier», «Côte océanienne"» та «Grand Nord». 
В 1996-му розробка відновилась, а в 2000-му SLN обміняла свої права на Пінпін на нікелеве родовище Konboye N’Goye, що до того належало SMSP (при цьому унаслідок різниці в запасах та їх якості SLN отримала додаткову виплату). З 2006-го рудник контролює Nickel Mining Company (NMC) – спільне підприємство SMSP та південнокорейського металургійного гіганту Pohang Iron & Steel Corporation (POSCO), в якому сторони мають 51% та 49% участі. Іншим елементом угоди з POSCO стало створення компанії Société de Nickel de Nouvelle-Calédonie et Corée (SNNC), яка належить учасникам у тому ж співвідношення та запустила в Південній Кореї феронікелевий завод у Кван'яні, що став великом споживачем нікелевого концентрату з новокаледонських копалень SMSP (окрім Пінпін, їй також належать рудники Оуако, Накеті та Куауа).
Копальня розташована у гірській місцевості на висоті 800 метрів над рівнем моря. Розробка ведеться відкритим способом, при цьому численні яруси покривають один зі схилів гори. Відносно масштабів розробки можливо вказати, що в 2012 та 2013 роках з Пінпін вилучили 148 та 181 тисячу тонн сапролітової руди відповідно. У 2021 році видобуток рудника склав 560 тисяч тонн.
Вивіз руди здійснюється автотранспортом до розташованого за 27 кілометрів берегового комплексу в Порві-Бей. Можливо відзначити, що значна відстань до узбережжя та завузька дорога, яка не дозволяла використовувати сучасне обладнання, призводили до надмірних витрат та були однією з причин припинення розробки в 1970-х. В подальшому провели розширення дороги, що сприяло відновленню діяльності.
У Порві-Бей знаходиться майданчик зберігання ємністю 100 тисяч тонн. Звідси продукція відправляється балкерами дедвейтом 45 тисяч тонн, що можуть прийняти на борт 33 тисячі тонн руди. Через відсутність повноцінної портової інфраструктури руда спершу передається на баржі, а потім перевантажується у морі. Для проведення типової завантажувальної операції до Порві-Бей прибувають 5 барж та 2 буксира.